# Mercedes-Benz třídy C
Mercedes-Benz třídy C je automobil střední třídy vyráběný německou firmou Mercedes-Benz. Od roku 1993 do roku 2001 se vyráběla první generace W202, od roku 2000 do roku 2007 druhá generace W203, od roku 2007 třetí generace W204 a od roku 2014 čtvrtá generace W205. Nejnovější generace W206 je vyráběna od roku 2021. Třída C vychází z modelu Mercedes-Benz 190 vyráběného v letech 1982-1993.

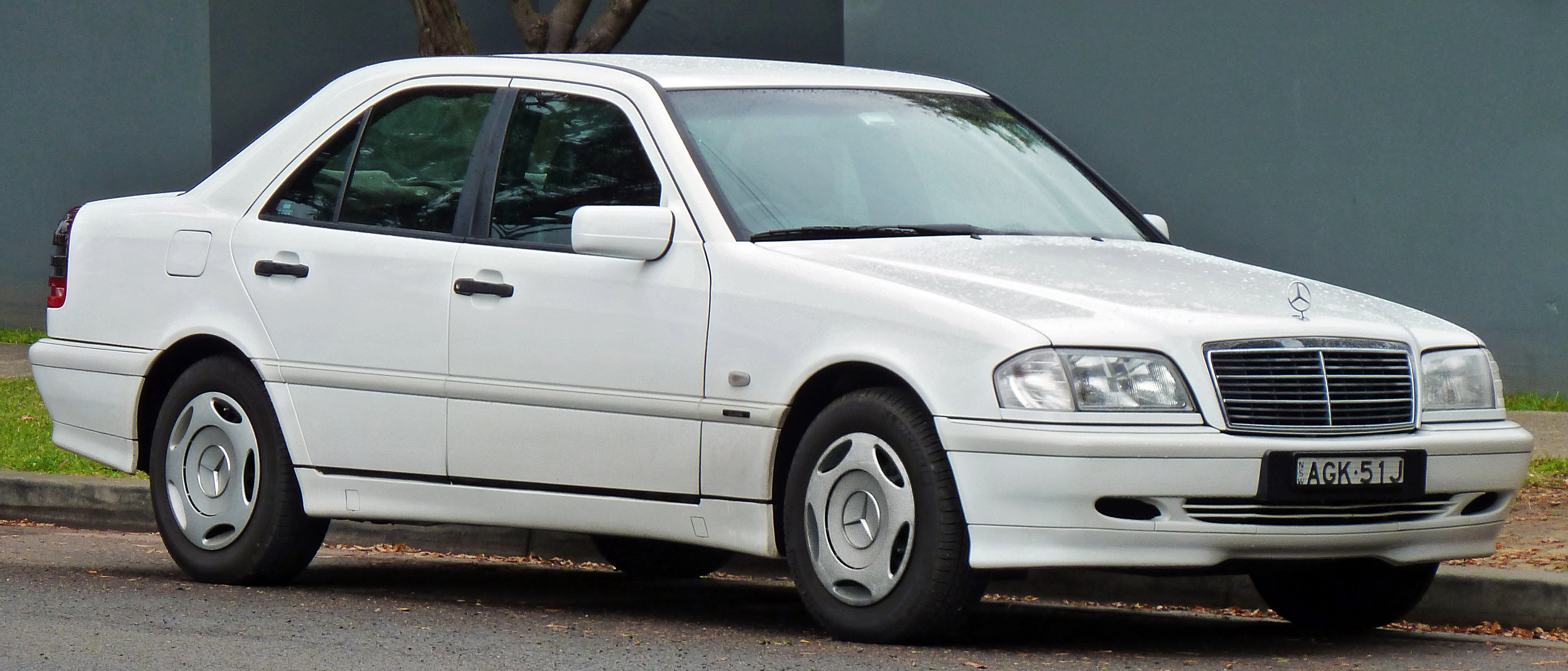
První generace W202
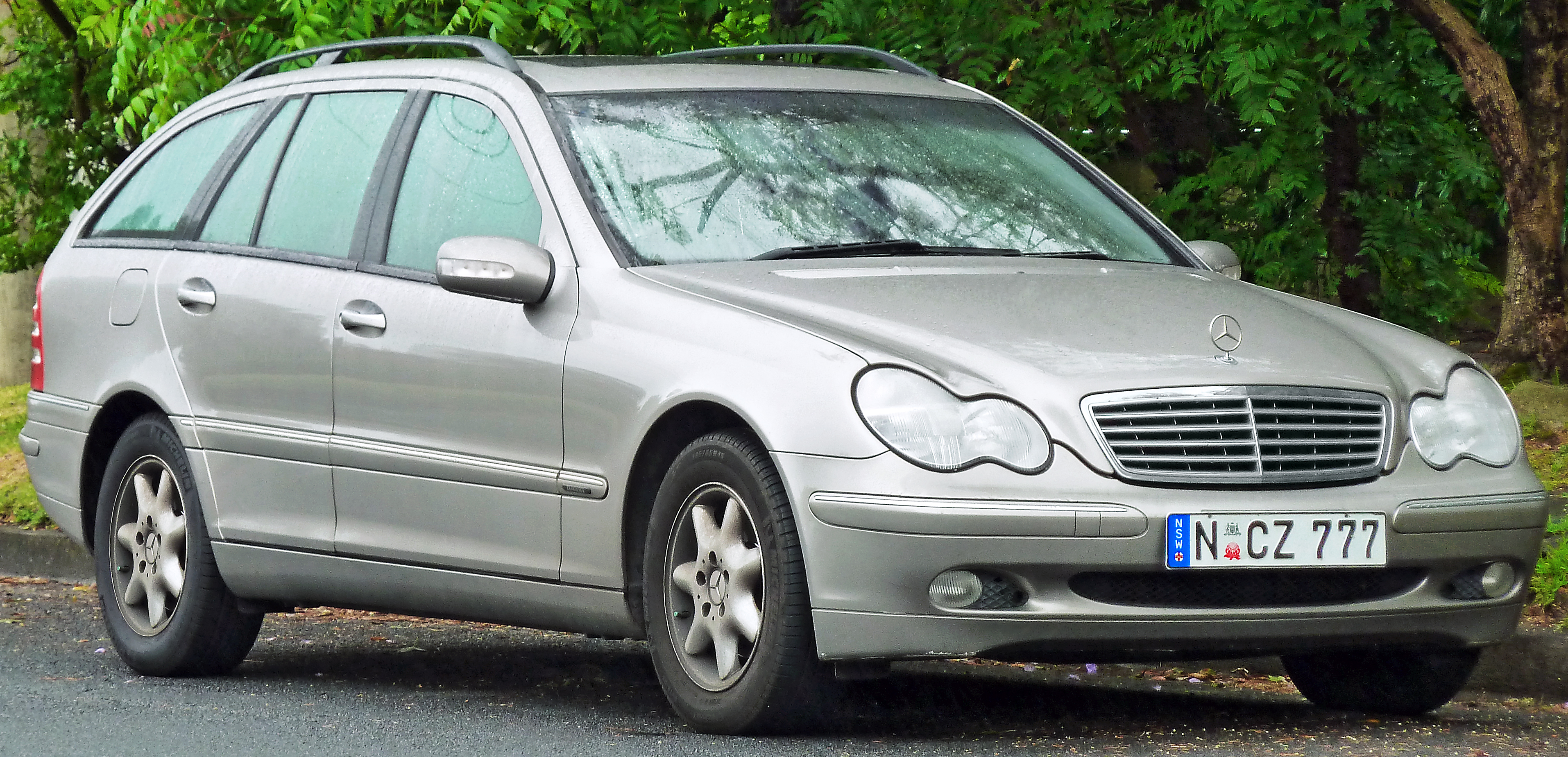
Druhá generace W203
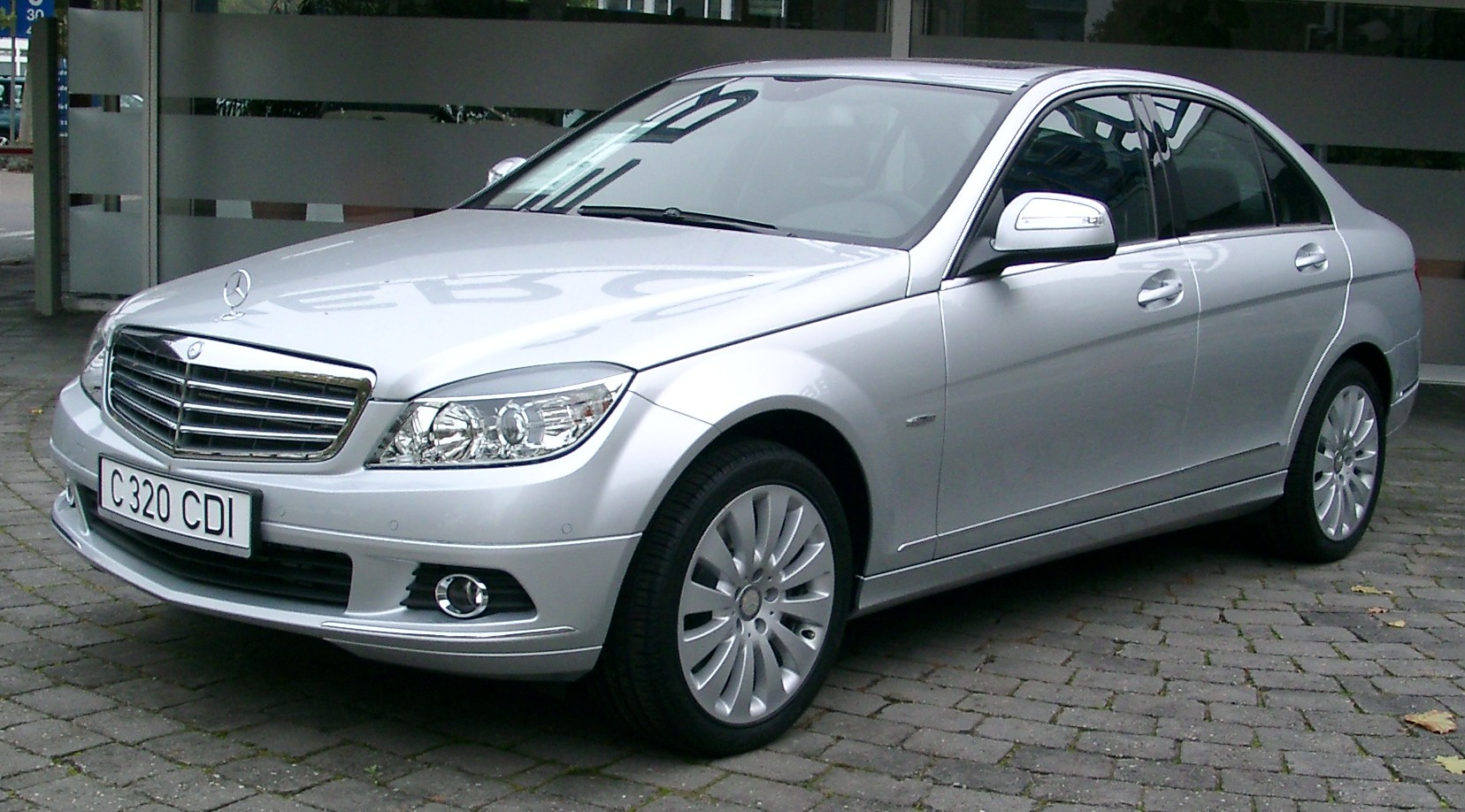
Třetí generace W204
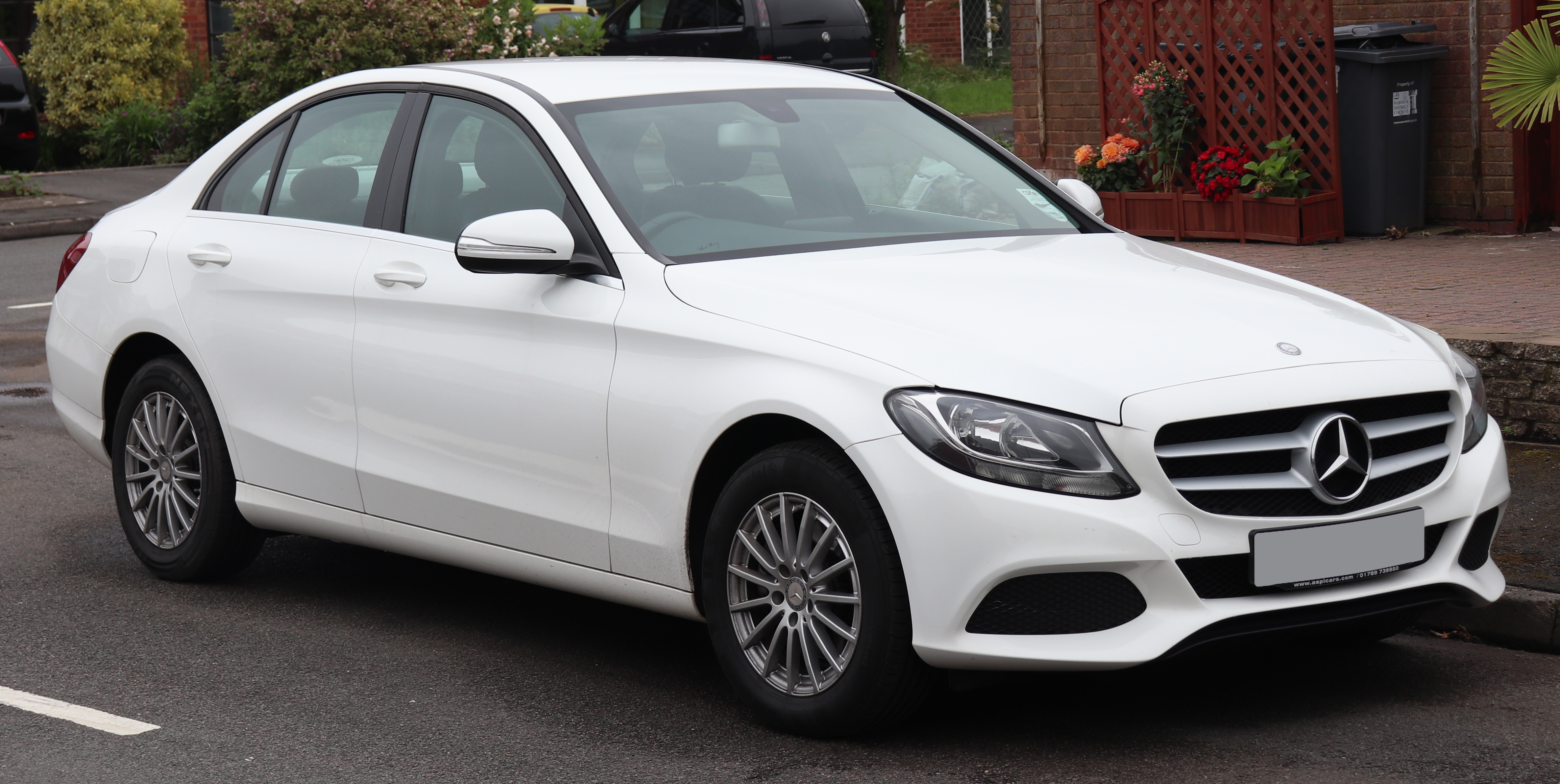
Čtvrtá gerenace W205
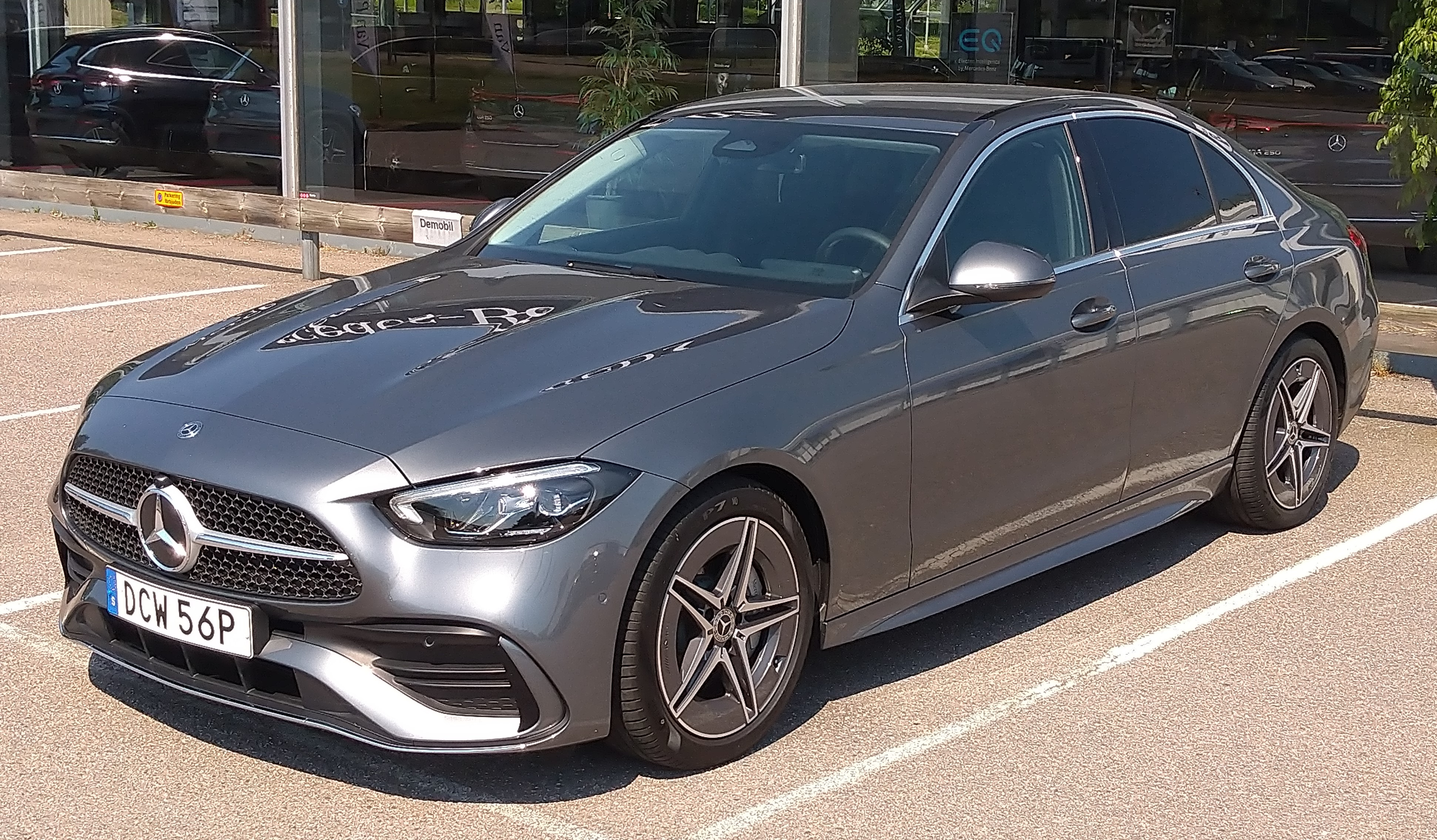
Pátá generace W206